# فرناندو داکوییلما
فرناندو داکوییلما (انگلیسی: Fernando Daquilema; ۵ ژوئن ۱۸۴۵ – ۸ آوریل ۱۸۷۲) یک رهبر بومی اهل اکوادور بود که به عنوان قهرمانی برای مبارزه برای حقوق مردمش شناخته شده‌است.

## زندگی‌نامه
فرناندو داکوییلما در سال ۱۸۴۹ به دنیا آمد، پدرش ایگناسیو داکوییلما، که در مزرعه تونگوراهویلا کار می‌کرد، و مادرش ماریا روئیز، هر دو از نوادگان گروه قومی پوروها بودند. داکوییلما با مارتینا لوزانو ازدواج کرد، از اینکه آیا فرزندی هم داشت اطلاعاتی در دست نیست. در طول دهه ۱۸۶۰ بومیان حوزه قضایی منطقه ریوبامبا تحت استثمار شدید نیروی کار بودند. محله یاروکوئیس، جایی که قیام فرناندو داکوییلما در آن رخ داد، یکی از آن‌هایی بود که بیشترین آسیب را دید. اگرچه بین سال‌های ۱۸۷۰ و ۱۸۷۳ جمعیت آن کاهش شدیدی داشت، اما یکی از بزرگ‌ترین افزایش‌ها در پرداخت عشر محصول را داشت.

## مبارزه بومیان
پرداخت مالیات و استثمار بیش از حد، ساکنان جوامع کاچا را به انتقام از شخص فحاش و متکبری که عشر محصول را جمع‌آوری می‌کرد کشاند. آن فرد در این جریان کشته شد.

## درگذشت
فرناندو داکوییلما دستگیر و در زندان ماند تا اینکه در سال ۱۸۷۲ تیرباران شد.